# Рафтинг
Рафтингът (на английски: rafting, от raft – „сал“, „плоскодънен надуваем плавателен съд“) е екстремен спорт, при който се извършват спускания с лодки по буйни (например, придошли от снеготопенето) реки. Много често те са високо рискови и успешното справяне с препятствията зависи най-вече от екипната работа на отбора.
Както други спортове и рафтингът се развива покрай човешки дейности, свързани с различни необходимости, например, транспортиране на хора и материали по течението на реката, което се практикува от самата зора на човешката цивилизация. Лодка, подобна на днешната, използват за първи път американските войници по време на Виетнамската война. Преди петдесетина години спускането по реки с такава лодка става популярно, особено в САЩ и така се развива комерсиалният рафтинг (за спорт и забавление), след това – състезателният.
В България и на Балканския полуостров най-добри условия за рафтинг предоставя река Струма в района на Кресненското дефиле. Други подходящи места за рафтинг в България са реките Арда, Чая, Места, Велека, Рилска река, Бели и Черни Вит.